# Sommereux
Sommereux és un municipi francès, situat al departament de l'Oise i a la regió dels Alts de França. L'any 2007 tenia 391 habitants.

## Demografia

### Població
El 2007 la població de fet de Sommereux era de 391 persones. Hi havia 146 famílies de les quals 28 eren unipersonals (8 homes vivint sols i 20 dones vivint soles), 57 parelles sense fills, 57 parelles amb fills i 4 famílies monoparentals amb fills.
La població ha evolucionat segons el següent gràfic:
Habitants censats

### Habitatges
El 2007 hi havia 168 habitatges, 147 eren l'habitatge principal de la família, 14 eren segones residències i 6 estaven desocupats. 151 eren cases i 14 eren apartaments. Dels 147 habitatges principals, 117 estaven ocupats pels seus propietaris, 20 estaven llogats i ocupats pels llogaters i 10 estaven cedits a títol gratuït; 7 tenien dues cambres, 26 en tenien tres, 48 en tenien quatre i 66 en tenien cinc o més. 86 habitatges disposaven pel capbaix d'una plaça de pàrquing. A 55 habitatges hi havia un automòbil i a 69 n'hi havia dos o més.

### Piràmide de població
La piràmide de població per edats i sexe el 2009 era:
| Homes | Edats   | Dones |
| ----- | ------- | ----- |
| 0     | 95 o +  | 0     |
| 0     | 90 a 94 | 0     |
| 0     | 85 a 89 | 4     |
| 4     | 80 a 84 | 0     |
| 12    | 75 a 79 | 4     |
| 0     | 70 a 74 | 12    |
| 12    | 65 a 69 | 4     |
| 8     | 60 a 64 | 8     |
| 8     | 55 a 59 | 12    |
| 8     | 50 a 54 | 20    |
| 16    | 45 a 49 | 8     |
| 20    | 40 a 44 | 8     |
| 36    | 35 a 39 | 16    |
| 4     | 30 a 34 | 16    |
| 12    | 25 a 29 | 28    |
| 0     | 20 a 24 | 8     |
| 0     | 15 a 19 | 12    |
| 28    | 10 a 14 | 4     |
| 12    | 5 a 9   | 12    |
| 24    | 0 a 4   | 8     |

## Economia
El 2007 la població en edat de treballar era de 258 persones, 190 eren actives i 68 eren inactives. De les 190 persones actives 174 estaven ocupades (107 homes i 67 dones) i 16 estaven aturades (3 homes i 13 dones). De les 68 persones inactives 21 estaven jubilades, 24 estaven estudiant i 23 estaven classificades com a «altres inactius».

### Ingressos
El 2009 a Sommereux hi havia 138 unitats fiscals que integraven 365,5 persones, la mediana anual d'ingressos fiscals per persona era de 18.562 €.

### Activitats econòmiques
Dels 10 establiments que hi havia el 2007, 1 era d'una empresa extractiva, 2 d'empreses de fabricació d'altres productes industrials, 3 d'empreses de construcció, 3 d'empreses de comerç i reparació d'automòbils i 1 d'una empresa d'hostatgeria i restauració.
Dels 4 establiments de servei als particulars que hi havia el 2009, 2 eren tallers de reparació d'automòbils i de material agrícola, 1 paleta i 1 lampisteria.
L'any 2000 a Sommereux hi havia 9 explotacions agrícoles.

## Equipaments sanitaris i escolars
El 2009 hi havia una escola elemental integrada dins d'un grup escolar amb les comunes properes formant una escola dispersa.

## Poblacions més properes
El següent diagrama mostra les poblacions més properes.